# Resolutie 344 Veiligheidsraad Verenigde Naties
Resolutie 344 van de Veiligheidsraad van de Verenigde Naties was de laatste VN-Veiligheidsraadsresolutie uit 1973. Ze werd op 15 december van dat jaar aangenomen door tien leden. Vier leden, Frankrijk, de Sovjet-Unie, het Verenigd Koninkrijk en de Verenigde Staten onthielden zich. China nam niet deel aan de stemming. De resolutie vroeg de secretaris-generaal om de geplande vredesconferentie voor het Midden-Oosten te faciliteren en de Veiligheidsraad tijdens de conferentie op de hoogte te houden van de onderhandelingen.

## Achtergrond
Na de overeenkomst van een staakt-het-vuren in de Jom Kipoeroorlog besloten de Verenigde Staten en de Sovjet-Unie een vredesconferentie te organiseren waarop ze Egypte, Jordanië, Syrië en Israël uitnodigden. Het doel was het bereiken van duurzame vrede in het Midden-Oosten, waartoe de Veiligheidsraad in resolutie 338 had opgeroepen. Met deze resolutie steunde de Raad de conferentie, die werd voorgezeten door secretaris-generaal Kurt Waldheim en werd gehouden in de Zwitserse stad Genève. De spanningen tussen de Arabische en Israëlische delegaties bleven hoog en uiteindelijk werd de conferentie in januari 1974 zonder resultaat opgeschort.

## Inhoud
De Veiligheidsraad:
- Bedenkt dat met resolutie 338 beslist werd dat de besprekingen over de uitvoering van resolutie 242 onder geschikte auspiciën moeten doorgaan.
- Merkt op dat een vredesconferentie over het Midden-Oosten binnenkort onder leiding van de VN zal plaatsvinden in Genève.

1. Hoopt dat de conferentie snel zal leiden tot duurzame vrede in het Midden-Oosten.
2. Vertrouwt erop dat de secretaris-generaal een belangrijke rol zal spelen.
3. Vraagt de secretaris-generaal om de Raad op de hoogte te houden over het verloop van de onderhandelingen.
4. Vraagt de secretaris-generaal alle nodige hulp en faciliteiten te voorzien voor de conferentie.

## Verwante resoluties
- Resolutie 340 Veiligheidsraad Verenigde Naties
- Resolutie 341 Veiligheidsraad Verenigde Naties
- Resolutie 346 Veiligheidsraad Verenigde Naties
- Resolutie 347 Veiligheidsraad Verenigde Naties

Lijst ·  325 ·  326 ·  327 ·  328 ·  329 ·  330 ·  331 ·  332 ·  333 ·  334 ·  335 ·  336 ·  337 ·  338 ·  339 ·  340 ·  341 ·  342 ·  343 ·  344